# Mosás, vágás, ámítás
A Mosás, vágás, ámítás (eredeti cím: De vrais mensonges, alternatív angol cím: Full Treatment, és Beautiful Lies)  2010-ben bemutatott francia romantikus vígjáték. Rendező Pierre Salvadori. Főszereplők Audrey Tautou, Nathalie Baye és Sami Bouajila.
Magyarországi bemutató: 2011. június 16.

## Cselekménye
|  | Alább a cselekmény részletei következnek! |

Dél-Franciaország egyik kisvárosában a harmincas Émilie a „Hajmeresztő” fodrászszalont vezeti. Aggódik anyja, Maddy kedvetlensége és elhanyagolt külseje miatt, aki azonban jól érzi magát a depressziójában, amit a négy éve történt elhidegülése okoz. Szobrászművész férje elhagyta egy huszonéves nőért, és Maddy nem tud túllépni ezen.
Jean, Émilie arab származású alkalmazottja (villanyszerelő, karbantartó, amolyan mindenes) titokban szerelmes Émilie-be, de ezt nem meri megmondani neki, ezért egy érzelmekkel teli, szenvedélyes, de visszafogott névtelen levelet ír neki. Émilie félvállról veszi a levelet, mert azt gondolja, hogy egy közelben lakó öregember írta, aki titokban leskelődni szokott utána, ezért kidobja a levelet Jean szeme láttára.
Később azonban úgy gondolja, a levél, vagyis egy titkos hódoló léte (mert a levél névtelen) alkalmas lesz rá, hogy anyját felrázza a csüggedésből és életkedvet öntsön bele. A hatás be is következik, sőt, túlságos is. Anyja ugyanis további leveleket vár a titkos „hódolótól”, amik nem érkeznek meg. Émilie nagy kínok árán megírja az újabb szerelmes levelet, ez azonban anyjának csalódást okoz, teljesen eltérő stílusa miatt. Mivel Émilie a következő levelet a szalonban írja meg, a levelek postára adása Jean feladata lesz. Mivel azonban Maddy a közelben lakik, ezért ezt a levelet személyesen dobja be a postaládájába. A nő észreveszi a távoldó alakot, utána oson a fodrászszalonig, így Jean lelepleződik, mint titkos „hódoló”.
Émilie ráveszi Jeant, hogy játssza el a hódoló szerepét, és vigye el Maddyt vacsorázni (de ezen kívül semmi többet). Jean nehezen, de rááll. Több kínos félreértés és szituáció után (Jean többszöri elbocsátása, majd visszavétele) Jean végleg otthagyja a szalont és Párizsba megy, ugyanis már a történet elején kiderül, hogy kiválóan beszél japánul, kínaiul, koreaiul és olaszul, ezért könnyen el tud helyezkedni egy fordítói állásban.
Maddy azonban nem akarja, hogy lánya is úgy szenvedjen, mint ő, ezért úgy intézi, hogy egy párizsi művészeti kiállításon Jean és Émilie is ott legyen, azzal, hogy szerelmes levelet ír Jeannak Émilie nevében. A két félénk fiatal végre egymásra talál, Maddy pedig felkérést kap egy afro-amerikai fotóstól néhány kép elkészítésére, amit ő örömmel elvállal.
|  | Itt a vége a cselekmény részletezésének! |

## Szereplők
| Színész           | Szerep                         | Magyar hang        |
| ----------------- | ------------------------------ | ------------------ |
| Audrey Tautou     | Émilie Dandrieux               | Györgyi Anna       |
| Nathalie Baye     | Maddy, Émilie anyja            | Szalai Kriszta     |
| Sami Bouajila     | Jean, Émilie alkalmazottja     | Görög László       |
| Stéphanie Lagarde | Sylvia, Émilie tulajdonostársa | Szalay Marianna    |
| Judith Chemla     | Paulette, félénk alkalmazott   | Stefanovics Angéla |
| Daniel Duval      | Émilie apja                    | Haás Vander Péter  |

## Forgatási helyszínek
- Párizs, Franciaország
- Sète, Hérault, Franciaország

## Bemutató
Franciaország: 2010. december 8. Magyarországi bemutató: 2011. június 16.

## Fogadtatás
A filmkritikusok általában pozitívan fogadták, kiemelték Sami Bouajila alakítását Jean szerepében. Noha „viccesebb és romantikusabb is lehetett volna, de így is találhatunk benne szórakozást.”

## Fordítás
Ez a szócikk részben vagy egészben  a   De vrais mensonges című francia Wikipédia-szócikk fordításán alapul.  Az eredeti cikk szerkesztőit annak laptörténete sorolja fel. Ez a jelzés csupán a megfogalmazás eredetét és a szerzői jogokat jelzi, nem szolgál a cikkben szereplő információk forrásmegjelöléseként.